# Sergei Nikolajewitsch Rewin
Sergei Nikolajewitsch Rewin (russisch Сергей Николаевич Ревин; * 12. Januar 1966 in Moskau, Russische SFSR) ist ein ehemaliger russischer Kosmonaut.

## Ausbildung und Berufsleben
Nach dem erfolgreichen Abschluss der Weiterführenden Schule Nr. 763 in Moskau 1983 studierte Rewin am Moskauer Institut für Elektronische Technologie bis 1989 Automatisierung und Elektronik. Von 1989 bis 1993 arbeitete er als Ingenieur in der Forschungs- und Produktionsgesellschaft für Messtechnologie (NPO IT) in Koroljow. Im August 1993 wechselte er in das Hauptkonstruktionsbüro des Raumfahrtkonzerns NPO Energija.

## Raumfahrertätigkeit
Am 9. Februar 1996 wurde Rewin als Kosmonautenkandidat RKK Energijas ausgewählt, die Ausbildung begann am 3. Juni 1996. Der Abschluss seiner Grundausbildung verzögerte sich aufgrund von medizinischen Problemen mit seinem Gleichgewichtsorgan um drei Monate bis zum 17. Juni 1998. Anschließend arbeitete er im ISS-Programm. Das Überlebenstraining für eine Notlandung mit einer Sojuskapsel absolvierte er zusammen mit Charles Simonyi und Oleg Artemjew im Januar 2007 in einem Waldstück bei Moskau. Die Notwasserung der Landekapsel probte er im Juni 2008 in Sewastopol zusammen mit Oleg Nowizki und Jelena Serowa. Danach befand er sich im Training für einen Langzeitaufenthalt auf der Internationalen Raumstation, u. a. war er Ersatzmann für Anatoli Iwanischin für dessen Flug als Bordingenieur der Mission Sojus TMA-22 zur ISS.
Rewin war schon im Oktober 2009 als Bordingenieur für die ISS-Expeditionen 29 und 30 nominiert, wurde dann aber durch Iwanischin ersetzt. Rewin wurde dann an Stelle von Konstantin Walkow als Bordingenieur der ISS-Expeditionen 31 und 32 nominiert. 
Der Start zur ISS erfolgte am 15. Mai 2012 zusammen mit Gennadi Padalka und Joseph Acaba mit dem Raumschiff Sojus TMA-04M. Die Landung erfolgte am 17. September 2012.
Aus gesundheitlichen Gründen wurde Rewin am 21. April 2017 aus dem russischen Kosmonautenkorps entlassen.

## Privates
Sergei Rewin ist verheiratet und hat einen Sohn, der im Jahr 2000 geboren wurde. Zu seinen Hobbys gehören Leichtathletik, Ballonfahren und Tourismus.